# دومین انگشت رینگ
دومِـین انگشت رینگ (انگلیسی: RING finger domain) در زیست‌شناسی مولکولی، نوعی دومِـین انگشت روی است که حاوی موتیف آمینواسیدی C3HC4 است که به کاتیون‌های روی (۷  سیستئین و ۱ هیستیدین که به‌صورت غیرمتوالی قرار گرفته‌اند) اتصال می یابد. این دومِـین پروتئین دارای ۴۰ تا ۶۰ اسید آمینه است. بسیاری از پروتئین های حاوی این دومِـین نفش مهمی در مسیر یوبیکویتین دارند.
واژهٔ رینگ (RING) در این عبارت، مخفف عبارتِ «ژن جدید بسیار جالب»  (Really Interesting New Gene) است و نباید به اشتباه آن را «حلقه» ترجمه کرد.

## عملکرد
بسیاری از این دومین‌ها به‌طور هم‌زمان به آنزیم‌های یوبیکویتین‌سازی و سوبسترای آنها متصل شده و همچون لیگازها عمل می‌کنند. این فرایند به نوبهٔ خود پروتئین‌های سوبسترا را جهت تجزیه هدف قرار می‌دهد.

## ساختار
دومِـین انگشت رینگ دارای توالی  C-X2-C-X[9-39]-C-X[1-3]-H-X[2-3]-C-X2-C-X[4-48]-C-X2-C است که در آن:
- C یک ریشهٔ سیستئین محافظت‌شده‌است که در هم‌آرایی روی نقش دارد،
- H یک ریشهٔ هیستیدینی محافظت‌شده‌است که هم‌آرایی روی نقش دارد،
- Zn اتم روی است و
- X هر نوع ریشه آمینواسیدی می‌تواند باشد.

شکل زیر، یک تصویر شماتیک از ساختار دومِـین انگشت رینگ است:
```
                              x x x     x x x
                             x      x x      x
                            x       x x       x
                           x        x x        x
                          C        C   C        C
                         x  \    / x   x \    /  x
                         x    Zn   x   x   Zn    x
                          C /    \ H   C /    \ C
                          x         x x         x
                 x x x x x x         x         x x x x x x
```

## مثال‌ها
نمونه‌هایی از پروتئین‌های دارای این دومین عبارتند از:
- AMFR
- BIRC3
- مارچ۲
- PML
- RNF71
- RNF2
- TRAF2